# Эль-Гуамо
Эль-Гуамо (исп. El Guamo) — город и муниципалитет на севере Колумбии, на территории департамента Боливар.

## История
Поселение, из которого позднее вырос город, было основано в 1750 году. Муниципалитет Эль-Гуамо был выделен в отдельную административную единицу в 1838 году.

## Географическое положение

Муниципалитет Эль-Гуамо

Город расположен в северо-восточной части департамента, у подножия северо-восточного склона горного хребта Мария, к западу от реки Магдалена, на расстоянии приблизительно 65 километров к юго-востоку от города Картахена, административного центра департамента. Абсолютная высота — 105 метров над уровнем моря.

Муниципалитет Эль-Гуамо граничит на севере с территорией муниципалитета Каламар, на юге и западе — с муниципалитетом Сан-Хуан-Непомусено, на востоке — с территорией департамента Магдалена. Площадь муниципалитета составляет 390 км².

## Население
По данным Национального административного департамента статистики Колумбии, совокупная численность населения города и муниципалитета в 2015 году составляла 7757 человек.
Динамика численности населения муниципалитета по годам:
| 2005 | 2006 | 2007 | 2008 | 2009 | 2010 | 2011 | 2012 | 2013 | 2014 | 2015 |
| ---- | ---- | ---- | ---- | ---- | ---- | ---- | ---- | ---- | ---- | ---- |
| 7826 | 7801 | 7787 | 7770 | 7765 | 7758 | 7764 | 7751 | 7768 | 7763 | 7757 |

Согласно данным переписи 2005 года мужчины составляли 54,2 % от населения Эль-Гуамо, женщины — соответственно 45,8 %. В расовом отношении белые и метисы составляли 99,9 % от населения города; негры, мулаты и райсальцы — 0,1 %.
Уровень грамотности среди всего населения составлял 73 %.

## Экономика
Основу экономики Эль-Гуамо составляют сельское хозяйство и рыболовство.

75,5 % от общего числа городских и муниципальных предприятий составляют предприятия торговой сферы, 22,3 % — промышленные предприятия, 2,1 % — предприятия сферы обслуживания, 0,1 % — предприятия иных отраслей экономики.